# 贺小荣
贺小荣（1963年11月8日—），男，陕西子洲人；西北政法学院法律系法学专业毕业、法学硕士，中国人民大学法学院法学博士。现任中华人民共和国最高人民法院副院长、审判委员会委员。

## 生平
1980年9月，未满17岁周岁的贺小荣考入西北政法学院法律系学习；1984年，大学毕业后，进入该校研究生院，主攻法理学比较法研究方向；1987年获硕士研究生学位后，留校任教，主讲比较法学、立法学、司法制度等课程。1988年，通过国家律师资格考试后，取得律师资格证书，开始在陕西第四律师事务所从事兼职律师。1994年起，任山东新世纪律师事务所主任；于1995年，取得高级律师资格证书。
1997年，贺小荣考入中国人民大学法学院攻读博士学位，主攻法理学当代西方法学方向。2000年7月，获博士学位后，进入北京化工大学人文学院任教；并于同年参加最高人民法院面向全国公开招考高级法官的考试后被录取。

## 最高法
2001年2月，全国人大常委会正式任命贺小荣为最高人民法院审判员。在最高法，贺小荣先后担任民事审判第一庭审判员、审判长，最高人民法院院长办公室副主任、主任，办公厅副主任，前后辅佐肖扬、王胜俊两任院长；期间，于2003年9月至2005年8月，在中国社会科学院法学研究所博士后流动站，从事民商法研究，并被评为，中国社会科学院法学研究所副研究员。2012年4月，贺小荣升任最高人民法院民事审判第一庭副庭长；当年11月起，担任最高人民法院司法体制与工作机制改革领导小组办公室主任。在任最高法司改办主任期间，贺小荣参与起草了《人民法院第四个五年改革纲要（2014-2018）》、《关于完善人民法院司法责任制的若干意见》等司法改革文件。
2015年11月4日，第十二届全国人大常委会第十七次会议通过，任命贺为最高人民法院审判委员会委员、行政审判庭庭长；补缺当年8月到龄退休的赵大光。2017年4月，任民事审判第二庭庭长。2018年8月，改任第二巡回法庭庭长。2020年11月，任最高人民法院副院长。